# باول ويستون
باول ويستون (بالإنجليزية: Paul Weston)‏ هو مدون وسياسي بريطاني، ولد في 1964. حزبياً، نشط في حزب استقلال المملكة المتحدة وBritish Freedom Party ‏ وLiberty GB ‏ وFor Britain Movement ‏.